# Gornje Punuševce
Gornje Punoševce (cyr. Горње Пуношевце) – wieś w Serbii, w okręgu pczyńskim, w mieście Vranje. W 2011 roku liczyła 30 mieszkańców.